# 锯床
锯床又稱風車鋸，是机床的一種。

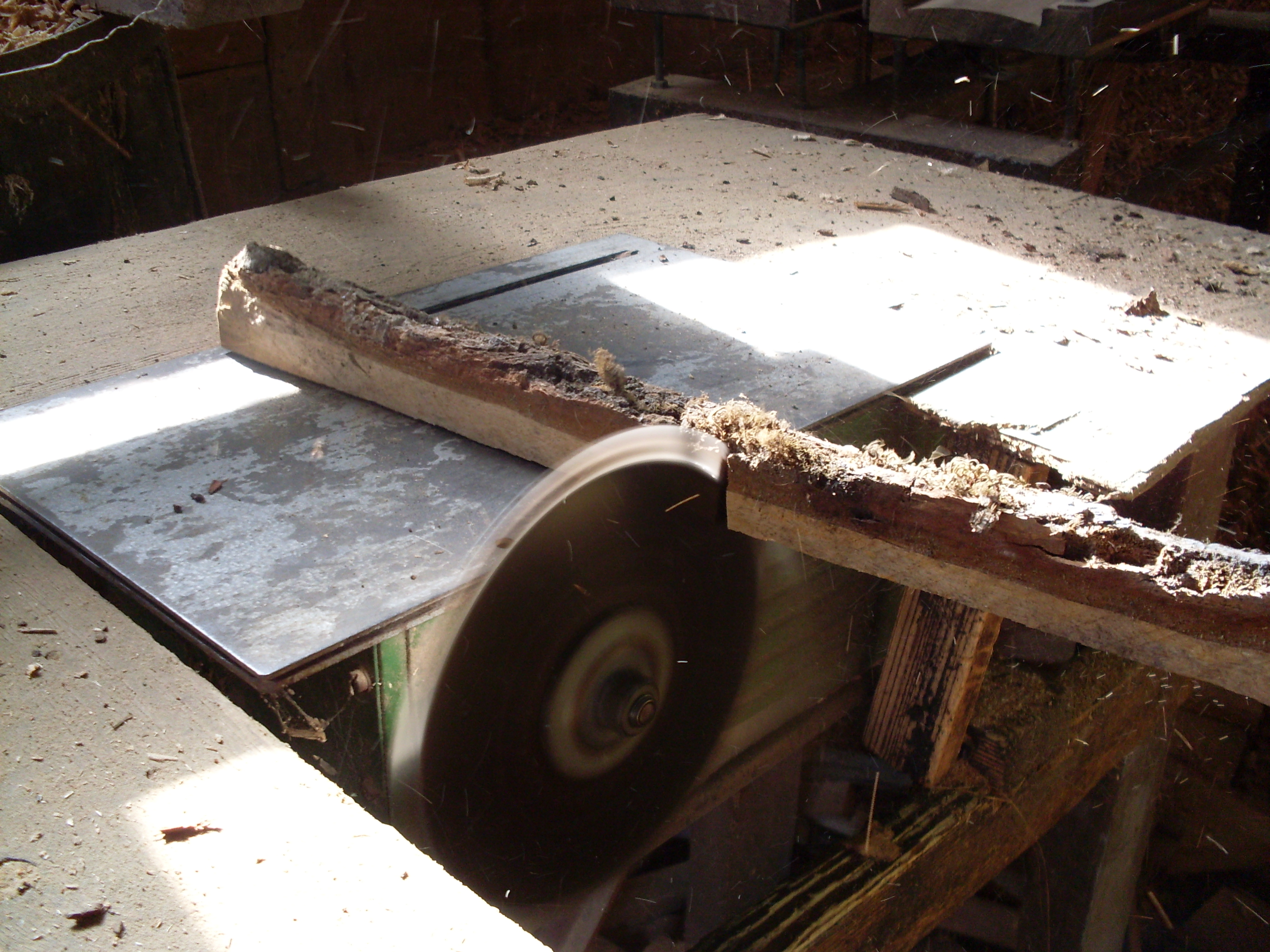
木材加工锯床工作示例

锯床用於切削工件，以锯（条锯、圆盘锯或带锯等）为刀具，割断材料（圆料、方料、管料和型材等）或割出沟槽。工作时条锯或圆盘锯作往复或旋转切削运动，有时刀具由数片锯条平行排列（排锯）作往复运动，可在同时间内锯出多块板料。
锯床的加工精度一般都不很高，多用于备料车间切断各种棒料、管料等型材。

## 進一步閱讀
- Jim Tolpin (2004). Table Saw Magic. Popular Woodworking Books imprint of F&W Publications. ISBN 1-55870-677-1
- Anthony, Paul. Taunton's complete illustrated guide to tablesaws. Newtown, CT: Taunton Press, 2009.